# Dies irae/Sempre più solo
Dies irae/Sempre più solo è un singolo de I Samurai e di Andrea Giordana pubblicato in Italia nel 1967.

## Tracce
Lato A
1. Andrea Giordana accompagnato da I Samurai – Dies irae – 2:52 (Harry Frékin, Ray Vaet, Vito Pallavicini)

Lato B
1. I Samurai – Sempre più solo – 2:25 (Vito Pallavicini, Guido Lamorgese)